# Текучёв, Алексей Васильевич
Алексей Васильевич Текучёв (30 марта 1903 года — 23 мая 1987 года) — советский учёный-языковед, педагог, методист, доктор педагогических наук (1952), профессор (1968), действительный член Академии педагогических наук РСФСР (1959), действительный член Академии педагогических наук СССР (1968). Заслуженный деятель науки РСФСР, лауреат Государственной премии СССР, награждён медалью К. Д. Ушинского.

## Биография
Родился в станице Верхне-Курмоярская Волгоградской области 30 марта 1903 года, был старшим сыном в многодетной семье. Отец — Василий Иванович, донской казак, мать — Феодосия Павловна, была домохозяйкой. Окончил начальную школу, затем учился в гимназии, которую окончил с дипломом по первому разряду. Работал с 13 лет, в 16 лет был писцом в канцелярии гимназии.
С 1919 года начало преподавательской деятельности, Алексей Васильевич работал в школах Ростовской области: был учителем начальной и средней школы, вёл уроки латинского языка. В 1923 году Алексей Текучёв окончил в Новочеркасске Донской педагогический институт, затем преподавал в Ростовском государственном педагогическом институте, в Северо-Кавказском университете был ассистентом-методистом по русскому языку, также работал в вузах Нахичевани, Ставрополя.
В 1932 году А. В. Текучёв уезжает в Москву, где жил и работал, преподавал в вузах вплоть до своей кончины в 1987 году. В 1932—1933 годах — доцент Московского педагогического института, декан факультета языка и литературы. В 1933—1941 годах работал в Городском педагогическом институте имени В. П. Потёмкина. В 1939—1965 годах был профессором, заведующим кафедрой русского языка Московского областного педагогического института.
В 1941 году защитил кандидатскую диссертацию на тему «Методика грамматического разбора», в 1951 году защитил докторскую диссертацию по теме «Основы методики орфограммы в условиях местного диалекта».
В 1955 году был избран членом-корреспондентом Академии педагогических наук РСФСР, в 1959 году — действительный член Академии педагогических наук РСФСР (1959), в 1968 году — действительный член Академии педагогических наук СССР.
В 1965—1969 годах Алексей Васильевич работал заведующим сектором методики обучения русскому языку в Научно-исследовательском институте общей педагогики Академии педагогических наук, с 1970 по 1987 год был заведующим кафедрой методики преподавания русского языка Московского государственного педагогического института, затем с 1980 года профессором.
Под руководством филолога-слависта Николая Михайловича Каринского участвовал в экспедициях, после которых был составлен производственный словарь ваниловских ткачей (в книге: Каринский Н. М. Очерки языка русских крестьян, 1936). Алексей Васильевич Текучёв — организатор и руководитель многих студенческих диалектологических экспедиций, проводил методические и научные семинары и конференции по методике преподавания русского языка среди учителей в СССР, а также был организатором и руководителем международных семинаров и конференций за рубежом: Германия, Венгрия, Польша, Финляндия, Италия, является членом редколлегии журнала «Русский язык в школе», членом многих учёных комиссий по русскому языку.
Текучёв собирал материал для «Донского словаря» А. В. Миртова (1928) и «Большого диалектологического атласа народных говоров», с 1965 года опубликовал статьи о лингвистах и методистах: Л. В. Щерба, Ф. И. Буслаев, А. М. Пешковский, Ф. Ф. Фортунатов, Д. H. Ушаков, К. Д. Ушинском, Н. М. Каринский, А. В. Миртов.
Является автором около 200 работ, среди которых: «Методика грамматического разбора» (1939), «Основы методики орфографии в условиях местного диалекта» (1953), «Очерки по методике обучения русскому языку» (1980), «Хрестоматия по методике русского языка: русский язык как предмет преподавания» (1982). За учебник «Методика русского языка в средней школе» был награждён медалью К. Д. Ушинского и первой премии АПН СССР.
Профессор Алексей Васильевич Текучёв подготовил 10 докторов наук и 45 кандидатов наук.\
Скончался в Москве 23 мая 1987 года. Похоронен на Кунцевском кладбище в Москве.

## Заслуги
- Медаль К. Д. Ушинского,

- Заслуженный деятель науки РСФСР,

- Лауреат Государственной премии СССР.